# George Foreman's KO Boxing
George Foreman's KO Boxing est un jeu vidéo de boxe sorti en 1992 et fonctionne sur Game Boy, Game Gear, Master System, Mega Drive, Nintendo Entertainment System et Super Nintendo. Le jeu a été développé et édité par Flying Edge pour Sega et développé par Beam Software et édité par Acclaim Entertainment chez Nintendo.